# Blanzy-la-Salonnaise
Blanzy-la-Salonnaise település Franciaországban, Ardennes megyében. Lakosainak száma 397 fő (2022. január 1.). Blanzy-la-Salonnaise Aire, Avançon, Balham, Château-Porcien, Gomont, Herpy-l’Arlésienne és Saint-Loup-en-Champagne községekkel határos.

## Népesség
A település népességének változása:
| Lakosok száma | 316  | 291  | 293  | 309  | 338  | 334  | 344  | 369  | 376  | 397  |
|               | 1968 | 1982 | 1990 | 2006 | 2013 | 2015 | 2017 | 2019 | 2020 | 2022 |